# František Ferdinand Kinský
František Ferdinand Kinský (1. ledna 1678 Praha – 12. září 1741 Praha) byl český šlechtic, diplomat a politik a zakladatel chlumecké větve šlechtického rodu Kinských.

## Původ a život
Narodil se v Praze jako syn Václava Norberta Oktaviána Kinského.
V mládí studoval na univerzitě v Lovani. V roce 1699 byl jmenován skutečným císařským komorníkem. Po otcově vzoru pokračoval ve službách pro císařský dvůr Josefa I. a Karla VI. zprvu jako vicekancléř (1705), pak český dvorský kancléř (1715), až dosáhl na titul nejvyššího kancléře (1723) Českého království.
V roce 1711 se účastnil jednání o zvolení Karla VI. římským císařem a následně byl přítomen jeho korunovaci ve Frankfurtu nad Mohanem. Od roku 1717 byl také přísedícím zemského soudu a po smrti papeže Klementa XI. v roce 1721 vyslancem císaře Karla VI. u volby nového pontifika v Římě. Dále byl i císařským komisařem na uherských sněmech (1722 a 1729). Za věrné služby byl oceněn Řádem zlatého rouna.
Byl pohřben v kostele sv. Salvátora na Starém Městě pražském.

## Majetek
Vlastnil panství Chlumec se statkem Hradištko, Kratonohy, domy v Nerudově ulici a na Pohořelci v Praze, palác ve Vídni. V Chlumci nad Cidlinou nechal na počest korunovace Karla VI. vystavět nový barokní zámek a nazval jej Karlova Koruna. Zde dvakrát pohostil císaře i prince Evžena Savojského. Druhým sňatkem s Augustinou, dcerou Leopolda hraběte Palffyho, nabyl statků Matzen a Angern. V jejich blízkosti zakoupil panství Eckartsau.

## Rodina
František Ferdinand hrabě Kinský byl dvakrát ženat. Jeho první chotí se v únoru 1706 stala Marie Terezie z Fünfkirchenu (10. 6. 1675 – 17. 8. 1729), vdova po Janu Jáchymovi hraběti z Althannu (1663 – 3. 2. 1702), dcera Jana Bernarda z Fünfkirchenu (1644 – 12. 3. 1700 Vídeň) a jeho manželky (sňatek 12. 3. 1668) Žofie Alžběty z Hohenfeldu (1639 – 30. 8. 1684). Po její smrti ze oženil znovu 10. dubna 1730 s Marií Augustinou Pálffyovou z Erdődu (28. 8. 1714 – 3. 3. 1759), dcerou rakouského generála Leopolda I. hraběte Pálffyho (15. 10. 1681 – 27. 3. 1720 Vídeň) a jeho manželky (sňatek 18. 6. 1708) Marie Antonie Raduitové ze Souches (13. 1. 1683 – 18. 8. 1750 Vídeň), vnučkou uherského palatina, maršála Mikuláše VI. Pálffyho (1657–1732). Celkem měl František Ferdinand devět dětí, avšak první tři synové zemřeli již v dětství. Dědicem chlumeckého panství se stal čtvrtý syn Leopold Ferdinand.
[z 1. manželství:]
- 1. Václav Josef (22. 2. 1707 – 1708)[7]
- 2. František Václav Kajetán (7. 1. 1708 – 1711[7] nebo 3. 11. 1708)
- 3. Karel Josef (1710[7] nebo 1. 5. 1711 – 7. 9. 1717)
- 4. Jan (Ferdinand) Leopold (17. 1. 1713 Chlumec nad Cidlinou – 1761[7] nebo 24. 10. 1760)
  - ∞ (6. 9. 1734 Vídeň) Marie Tereza Capece dei Marchesi di Rofrano (3. 6. 1715 – 12. 11. 1778), jejich děti:
    - 1. František Ferdinand Jeroným Josef (8. 12. 1738 Vídeň – 7. 4. 1806)
      - ∞ (18. 5. 1761 Vídeň) Marie Kristýna z Lichtenštejna (1. 9. 1741 – 30. 4. 1819)

    - 2. Marie Terezie (14. 2. 1740 – 25. 9. 1806)
      - ∞ (3. 5. 1761) Andrzej Poniatowski (16. 7. 1735 – 5. 3. 1773)

    - 3. Filip Josef (4. 8. 1741 – 14. 2. 1827 Praha), rakouský generál
      - ∞ (27. 8. / 13. 9. / 10. 11. 1787 Vídeň, rozvedeni 1788) Marie Terezie z Ditrichštejna (11. 8. 1768 – 16. 9. 1822)

    - 4. Marie Anna (pokřtěna 18. 7. 1744 Vídeň – 13. 8. 1829 Vídeň)
      - ∞ (5. 2. 1763) Václav Arnošt Schaffgotsch z Kynastu a Greiffensteinu (2. 7. 1733 – 17. 10. 1764 Vídeň)

[z 2. manželství:]
- 5. Josef (22. 2. 1731 – 7. 2. 1804)
- 6. Marie Anna (1736 – květen 1752)
- 7. Marie Antonie Josefa (14. 9. 1738 – 1767)
  - ∞ (1766) Maxmilián František Xaver Daun (3. 10. 1721 – 17. 6. 1788)
- 8. František Josef (6. 12. 1739 Praha – 9. 6. 1805 Vídeň, pohřben ve Vídeňském Novém Městě), rakouský generál
  - ∞ (29. 7. 1779) Marie Renata z Trauttmansdorffu (1. 2. 1741 – 6. 3. 1808)
- 9. Marie Anna Aloisie (3. 4. 1741 – 28. 3. 1816)
  - ∞ (1. 6. 1755) František de Paula Adam Wratislaw z Mitrowicz (23. 5. 1732 – 19. 7. 1788 Praha)

## Galerie

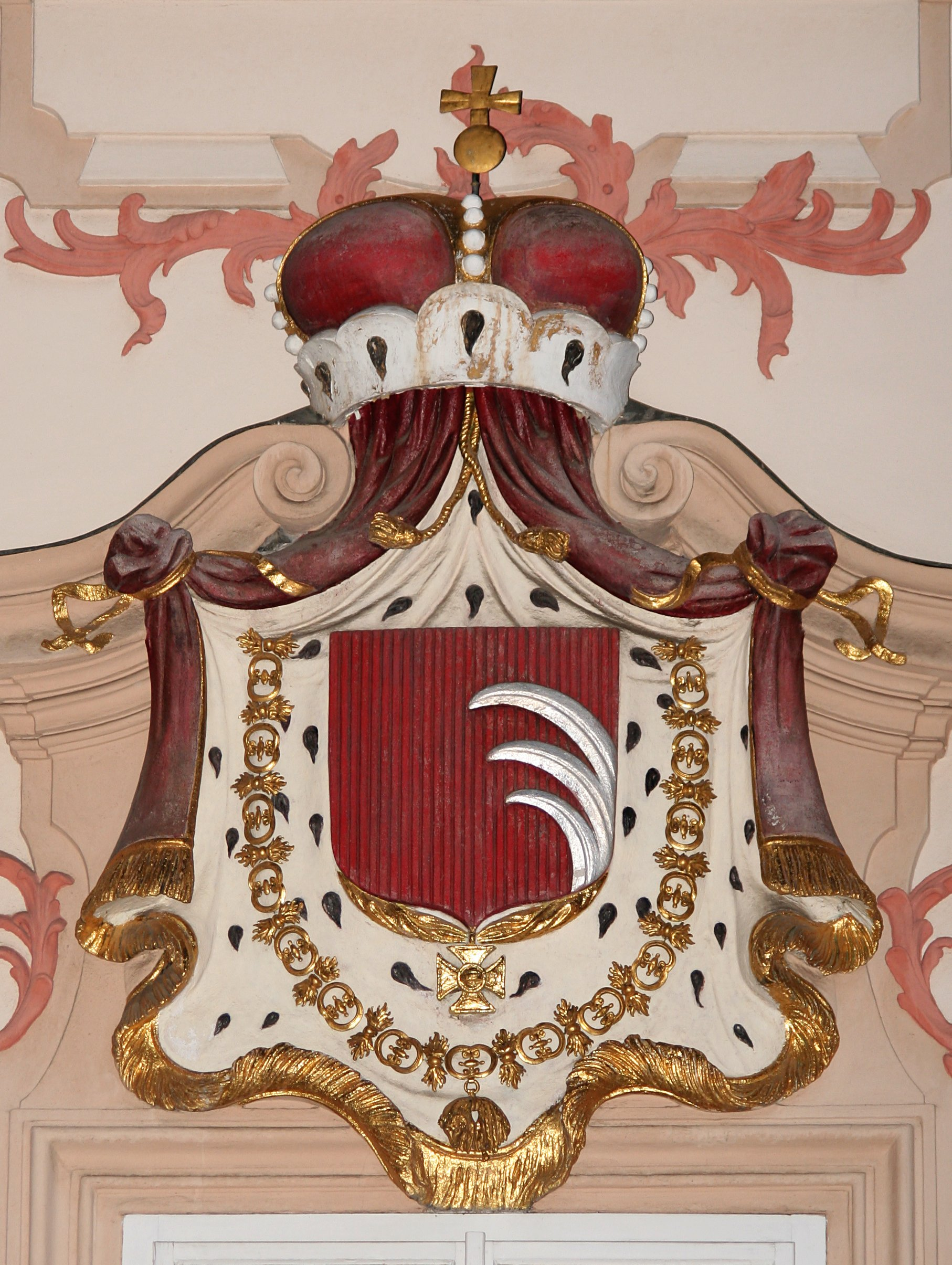
Erb Kinských na staroměstském paláci
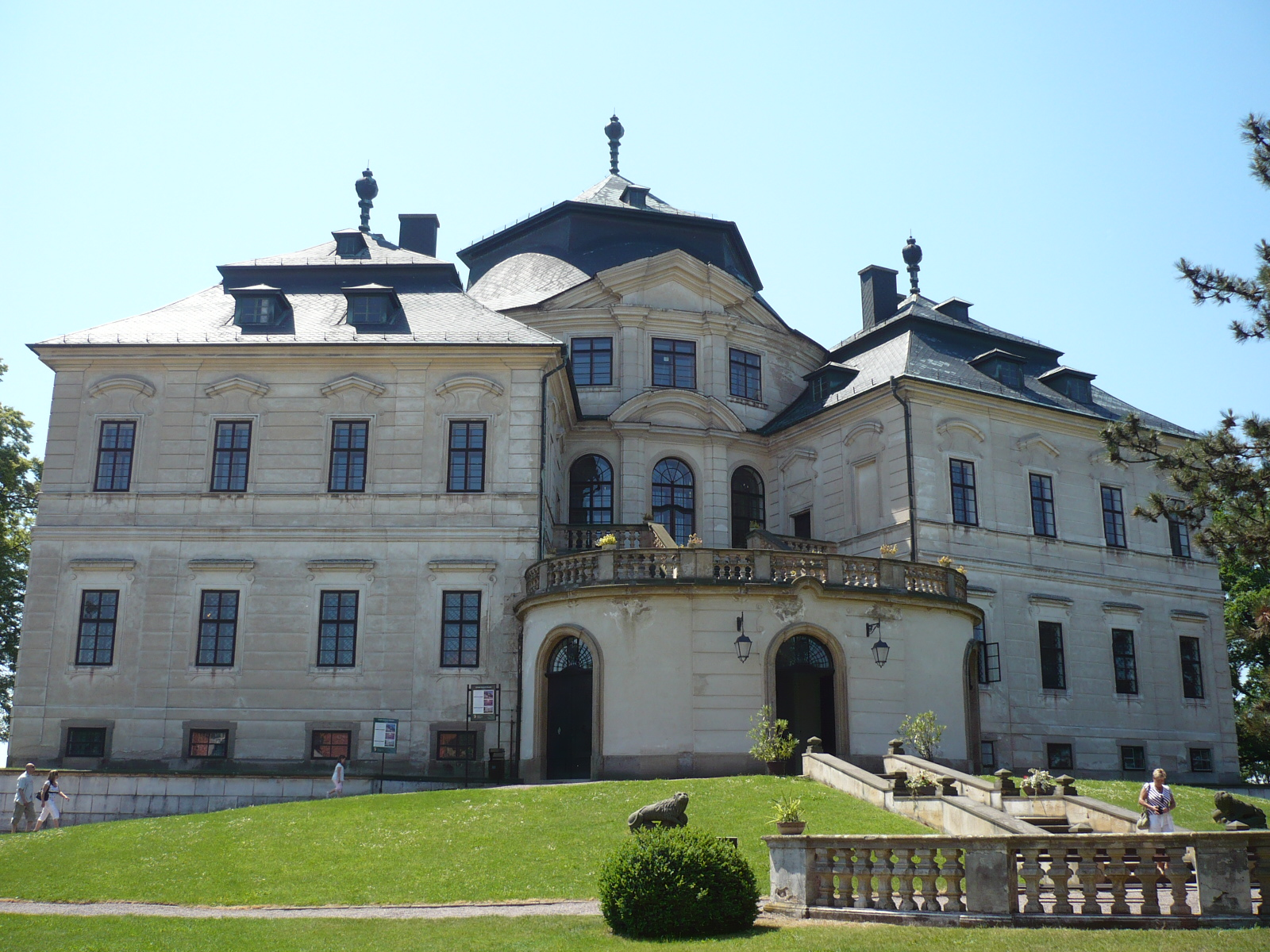
Zámek Karlova Koruna
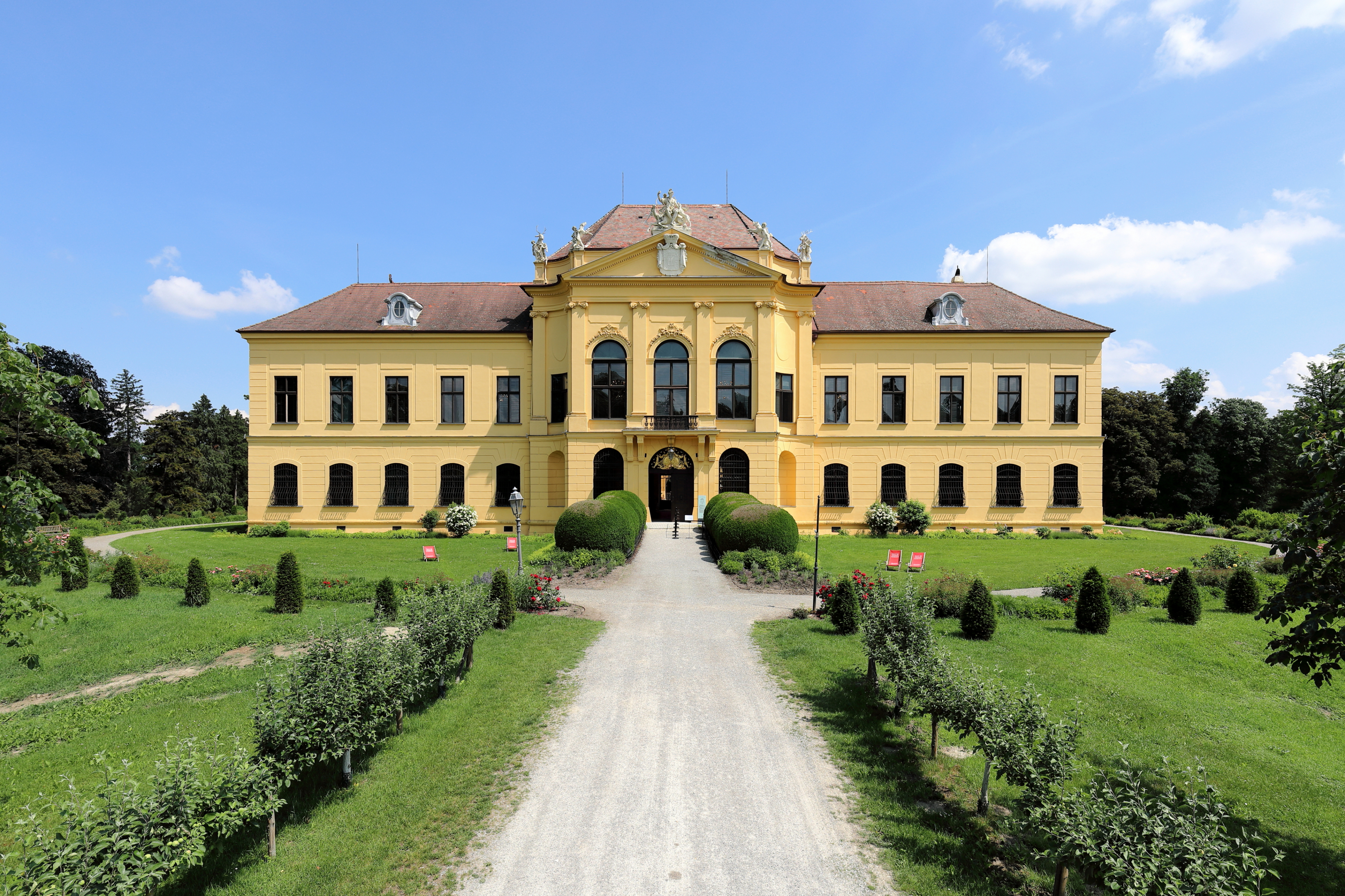
Lovecký zámeček Eckartsau nechal František Ferdinand Kinský klasicistně přestavět podle návrhu Josefa Emanuela Fischera z Erlachu